# Bystrowice
Bystrowice – wieś w Polsce, położona w województwie podkarpackim, w powiecie jarosławskim, w gminie Roźwienica.
W latach 1954–1961 wieś należała i była siedzibą władz gromady Bystrowice, po jej zniesieniu w gromadzie Roźwienica. W latach 1975–1998 miejscowość administracyjnie należała do województwa przemyskiego.
Przez wioskę przepływa rzeka Mleczka, pobliskie miejscowości: Hawłowice, Tyniowice, Cząstkowice, Roźwienica, Więckowice

## Części wsi
| SIMC    | Nazwa                    | Rodzaj    |
| ------- | ------------------------ | --------- |
| 0610394 | Babice                   | część wsi |
| 0610402 | Cyganówka                | część wsi |
| 0610419 | Koło Poczty              | część wsi |
| 0610425 | Koło Szosy               | część wsi |
| 0610431 | Parcelacja od Młyna      | część wsi |
| 0610448 | Parcelacja od Roźwienicy | część wsi |
| 0610454 | Parcelacja od Rudołowic  | część wsi |

## Historia
Bystrowice w XV w. należały do Jana Mzurowskiego stolnika, a potem do jego synów Jana i Mikołaja. Wieś położona w powiecie przemyskim, była własnością Marii Kazimiery Sobieskiej, jej posesorem był Zygmunt Bronicki, została spustoszona w czasie najazdu tatarskiego w 1672 roku.
W 1863 r. powstała w Bystrowicach szkoła ludowa pospolita. W 1890 r. właścicielem dóbr tabularnych (gruntów szlacheckich) w Bystrowicach był Józef Anlauf. W czasie zaboru austriackiego od drugiej połowy XIX w. do 1918 r. Bystrowice z Więckowicami stanowiły samodzielną gminę wiejską obejmującą teren wsi Bystrowice i Więckowice. W 1902 r. naczelnikiem gminy Bystrowice był Józef Mazur, zastępcą Jan Mazur, asesorem Józef Kochman, sekretarzem gminy Ignacy Płonka. W 1906 r. jarosławskie koło Towarzystwa Szkoły Ludowej założyło w Bystrowicach wypożyczalnię książek. Według spisu powszechnego ludności przeprowadzonego 30 września 1921 r. liczba ludności Bystrowic wynosiła 742 mieszkańców z czego 683 było wyznania rzymskokatolickiego, 10 wyznania greckokatolickiego, a 49 było wyznania mojżeszowego.
W latach 1984–1987 nakładem mieszkańców wsi i przy ich czynnym udziale wybudowano kościół filialnypw. Najświętszej Marii Panny Królowej Polski, który 23 sierpnia 1987 poświęcił bp Ignacy Tokarczuk. Z uwagi na koszty, prace związane z wyglądem zewnętrznym, tegoż kościoła zostały ukończone w 2005 r. 
W centralnym miejscu wsi, mieści się Filia Szkoły Podstawowej w Tyniowicach do której to uczęszczają również dzieci z pobliskich Więckowic. Do 1999 działała na terenie wsi Filia Zakładu Produkującego Wyroby Cukiernicze z Jarosławia zwana potocznie "Gurgul", w której zatrudnieni byli mieszkańcy wsi jak i okolicznych miejscowości. W chwili obecnej w budynkach byłego Zakładu, znajduje się fabryka okien.
W Bystrowicach od roku 1902 działa jednostka Ochotniczej Straży Pożarnej, której członkowie regularnie osiągają znaczące sukcesy m.in. w rywalizacji sportowo-pożarniczej w regionie. W 2014 roku OSP Bystrowice wywalczyła awans do Mistrzostw Polski Sportowo-Pożarniczych będąc bezkonkurencyjnymi na arenie wojewódzkiej.

## Sport
Po wieloletniej przerwie w Bystrowicach reaktywowano Klub Sportowy i aktualnie nosi on nazwę Towarzystwo Szachowe / Klub Szachowy "BYSTROVIA", który zrzesza dzieci, młodzież i dorosłych. Klub jest członkiem Polskiego Związku Szachowego i regularnie jego zawodnicy biorą udział w rozgrywkach ligowych oraz turniejach na szczeblu województwa jak i ogólnokrajowym. Corocznie w Bystrowicach odbywa się turniej szachowy pn. "Memoriał Szachowy im. Jana Derbisza", który przyciąga utytułowanych zawodników z wielu klubów szachowym. W pierwszej edycji turnieju jego zwycięzcą był m.in. arcymistrz Mirosław Grabarczyk.

## Osoby związane z miejscowością
- Błażej Roga – chemik, profesor Politechniki Wrocławskiej, członek PAN